# Varanus bitatawa
O Varanus bitatawa, ou Varano da floresta Sierra Madre é uma espécie frugívora de lagarto-monitor que chega a medir 2 m de comprimento.
Em Fevereiro de 2010 biólogos relataram a descoberta desta espécie encontrada nas Filipinas. O réptil encontrado é do tamanho de um homem adulto (1,80 m) e possui um pênis duplo. O hemipénis, como é chamado, é presente em algumas espécies de lagartos e cobras, mas apenas uma parte dele é usada pelo macho para a cópula.
Ao contrário de seu parente mais próximo, o dragão-de-komodo, o lagarto não é carnívoro nem agressivo. O animal se alimenta de frutas. Nomeado de Varanus bitatawa, foi descoberto na ilha filipina de Luzon.
O lagarto passa a maior parte do seu tempo no alto de árvores, provavelmente para se camuflar e fugir de predadores terrestres. De acordo com depoimento de um dos pesquisadores, a espécie não venenosa é uma das mais importantes descobertas de répteis dos últimos anos.